# Quidara

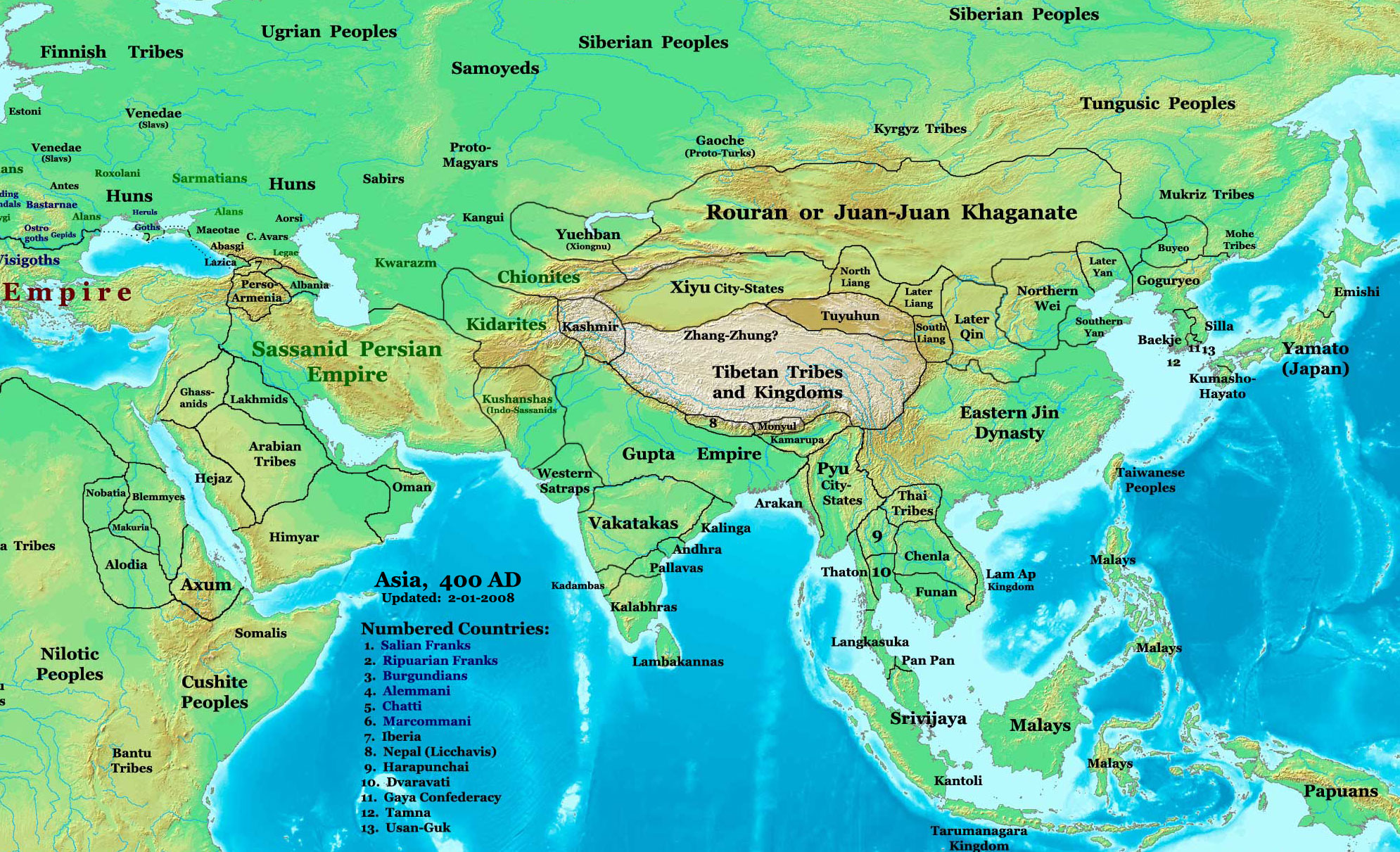
Ásia ca. 400 o Reino Quidarita situa-se mais ao centro

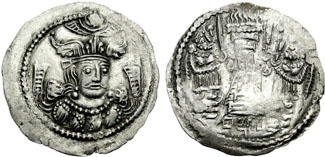
Dracma quidarita inspirado nos dracmas persas

Quidara, o Chitolo das crônicas chinesas, foi um monarca quidarita do século IV e/ou século V, comumente considerado como o rei epônimo e fundador do Reino Quidarita e de sua dinastia reinante. Muito embora "Quidara" seja considerado como seu nome, alguns autores como Hyun Jin Kim sugerem que, na verdade, seria apenas um mero título derivado do nome da dinastia e que foi aplicado pelas fontes contemporâneas a certo rei de nome desconhecido.
É imprecisa a cronologia dos eventos concernentes a sua vida, e os poucos relatos que dispõe-se atualmente ainda são debatidos. Um tesouro descoberto em Samarcanda, na histórica Soguediana, contendo várias moedas quidaritas e Sassânida, foi datado de meados do século IV e nele há alguns exemplares numismáticos sobre os quais seu nome foi grafado (na forma Kyδr), indicando que já esteve ativo nesta região em algum momento antes disso.
Segundo os Anais da dinastia Wei, uma crônica chinesa que relata eventos entre 386 e 581, o rei Quidara (mencionado como Chitolo) reuniu suas tropas, cruzou as montanhas e conquistou Gandara e outros quatro reinos ao norte. Segundo o relato, a principal cidade quidarita ao sul do Indocuche chamava-se Fulucha e ela foi concedida ao filho de Quidara, que não tem seu nome registrado; o historiador  René Grousset coloca o rei Cunchas, mencionado no relato de Prisco de Pânio, como seu filho. A expansão de Quidara rumo ao sul do Indocuche não é datada na crônica chinesa, porém os autores modernos sugerem que teria ocorrido em algum momento entre 390 e 430, sendo 410 a data mais provável; Grenet propôs algum momento após 412, pois o viajante chinês Faxian, que visitou Gandara nesta data, não faz nenhuma menção a tais eventos.
Os dracmas e dinares de ouro emitidos pelos quidaritas durante este período portavam o nome de Quidara e próximo a ele sempre aparece o título "Xá Cuchana" (Kidara Kushana Shahi), presumivelmente indicando sua conquista de territórios antes pertencentes ao Império Cuchana e que então estavam sob domínio do Reino Cuchano-Sassânida, que era vassalo do Império Sassânida. Estas moedas eram de inspiração sassânida e presumivelmente refletem materialmente um acordo estabelecido entre os quidaritas e sassânida durante o reinado do xá Sapor II (r. 309–379) como relatado por Amiano Marcelino. Mediante este acordo, como sugerido por E. V. Zeimal, Quidara conseguiu o reconhecimento de suas conquistas e, portanto, o reconhecimento formal do recém-fundado Reino Quidarita, ao passo que seu povo aceitou tornar-se vassalo de Sapor II.